# Hedi Shuiku
Hedi Shuiku (kinesiska: 鹤地水库) är en reservoar i Kina. Den ligger i provinsen Guangdong, i den södra delen av landet, omkring 340 kilometer sydväst om provinshuvudstaden Guangzhou. Hedi Shuiku ligger 34 meter över havet. Arean är 52 kvadratkilometer. Den sträcker sig 20,4 kilometer i nord-sydlig riktning, och 10,1 kilometer i öst-västlig riktning.
Genomsnittlig årsnederbörd är 2 242 millimeter. Den regnigaste månaden är augusti, med i genomsnitt 445 mm nederbörd, och den torraste är februari, med 23 mm nederbörd.